# Heptathela luotianensis
Heptathela luotianensis är en spindelart som beskrevs av Yin et al. 2002. Heptathela luotianensis ingår i släktet Heptathela och familjen ledspindlar. Inga underarter finns listade i Catalogue of Life.